# Alfred Jensen (Maler, 1859)

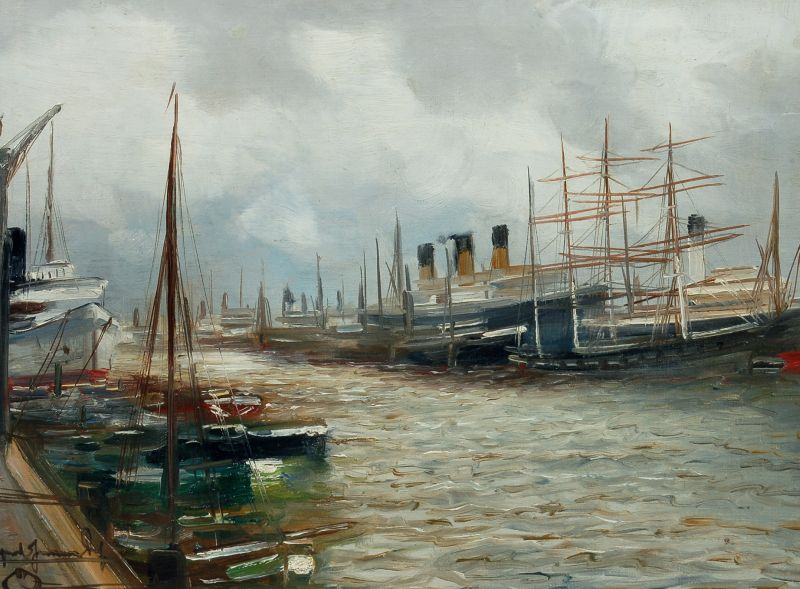
Alfred Jensen: Dalmannkai in Hamburg, wohl 1897

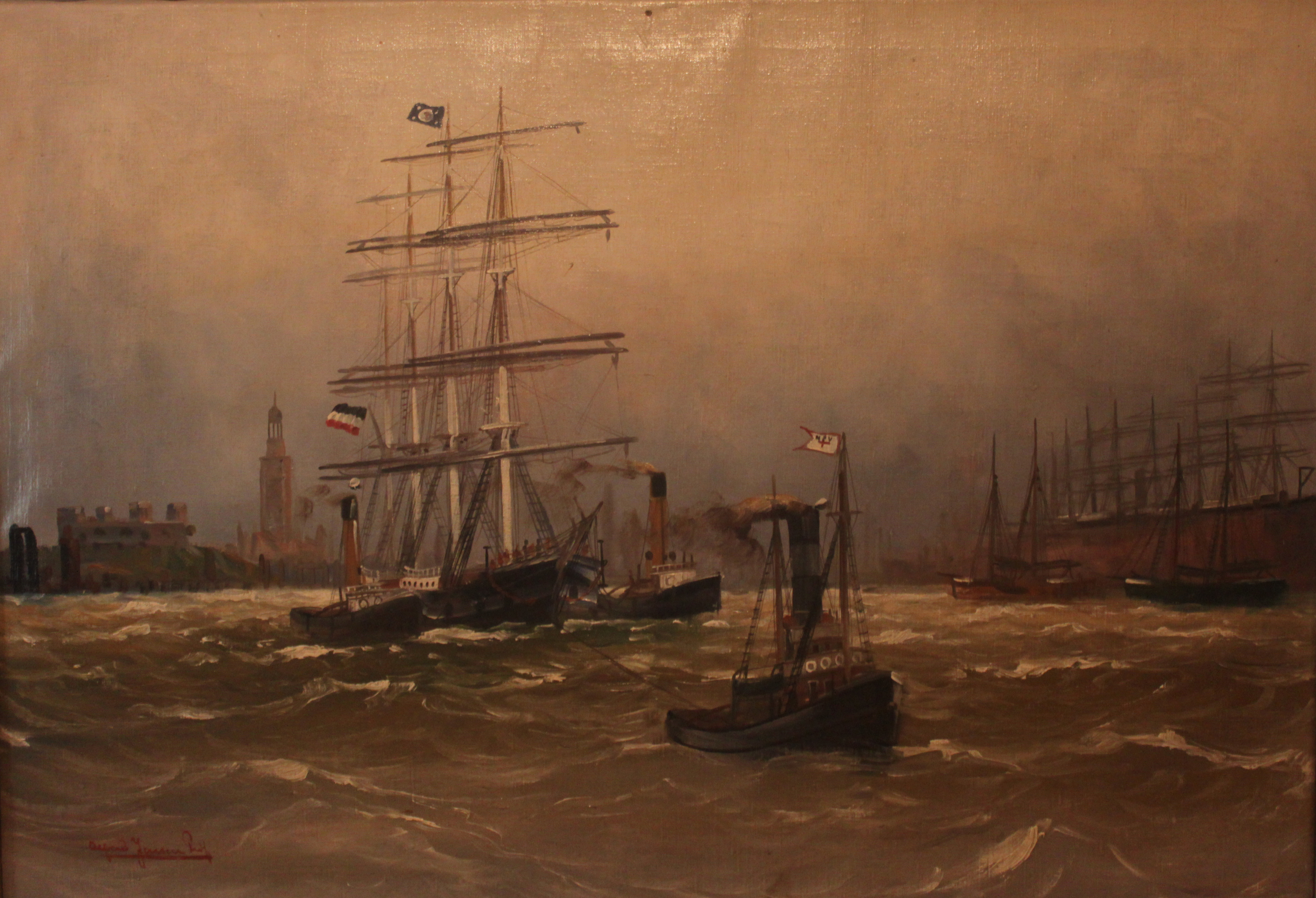
Alfred Jensen: Viermaster im Hamburger Hafen, wohl 1901

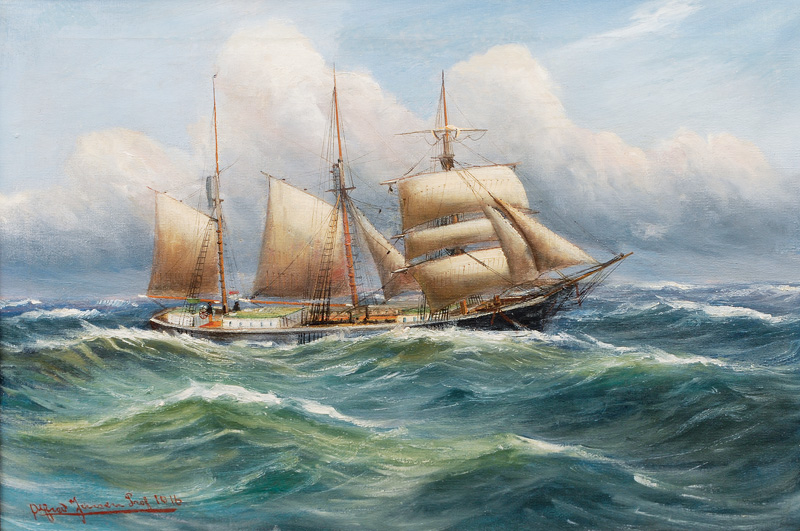
Dreimaster, 1916

Alfred Jensen (teilweise gelistet auch als Alfred Serenius Jensen, * 16. November 1859 in Randers, Dänemark; † 29. Juni 1935 in Hamburg) war ein dänisch-deutscher Marinemaler.

## Leben
Alfred Jensen fuhr bereits im Alter von 14 Jahren zur See und ging auf Studienreisen unter anderem nach Afrika, Australien und China. Es folgte von 1884 bis 1885 ein Studium bei Heinrich Leitner in Hamburg. Anschließend fuhr er wieder zur See. 1897 setzte er sein Studium fort, diesmal an der Akademie in Kassel bei  Emil Neumann. Danach wohnte er in Hamburg und agierte als Professor an der dortigen Kunstgewerbeschule.
Jensen gilt als sogenannter Marinemaler, dessen Werke, darunter Schiffsporträts, in Museen in Hamburg (Museum für Hamburgische Geschichte, Altonaer Museum), Bremerhaven, Kiel, Tronse und in Privatsammlungen zu finden sind.
Er war Ehrenmitglied der Académie française.

### Auszeichnungen
- 1896 erhielt er das Ehrendiplom Kiel
- 1901 in Lyon die Goldene Medaille

### Werke (Auswahl)
- Luftjacht im Sturm
- Hamburger Hafen
- Wester Till Tonne
- Segelboot auf bewegter See (1918)